# Баронча-Ноуе
Баронча-Ноуе (рум. Baroncea Nouă) — село у Дрокійському районі Молдови. Входить до складу комуни, адміністративним центром якої є село Баронча.
Більшість населення - українці.

## Населення
За даними перепису населення 2004 року у селі проживали 148 осіб.
Національний склад населення села:
| Національність | Кількість осіб | Відсоток |
| -------------- | -------------- | -------- |
| українці       | 118            | 79,7%    |
| молдавани      | 27             | 18,2%    |
| росіяни        | 3              | 2,0%     |
| Всього         | 148            | 100%     |